# Serpent Venom
Serpent Venom ist eine englische Doom-Metal-Band aus London, die im Jahr 2008 gegründet wurde.

## Geschichte
Die Band wurde im Jahr 2008 von Schlagzeuger Paul Sutherland, Sänger Garry Ricketts und Bassist Nick Davies gegründet. Nach der Veröffentlichung eines ersten selbstbetitelten Demos, folgte das Debütalbum Carnal Altar über The Church Within Records. Nach der Veröffentlichung verließ Gitarrist Pete die Band und wurde durch Roland Scriver ersetzt.

## Stil
Die Band spielt klassischen Doom Metal, der mit den Werken von Gruppen wie Saint Vitus und Candlemass vergleichbar ist. Inhonorus von stormbringer.at verglich Serpent Venom mit Genregrößen wie Saint Vitus, Candlemass, Solitude Aeturnus und Reverend Bizarre. Das 2014 erschienene Of Things Seen & Unseen sei ein „schwermütiger Brocken mit depressivem Vorzeigecharakter.“

## Diskografie
- 2010: Serpent Venom (Demo, Eigenveröffentlichung)
- 2011: Carnal Altar (Album, The Church Within Records)
- 2014: Of Things Seen & Unseen (Album, The Church Within Records)